# Peter Scott

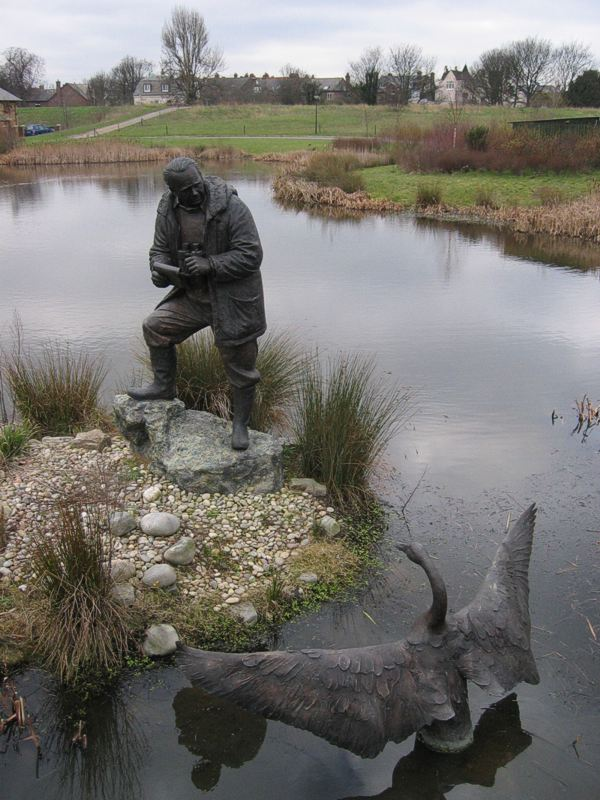
Peter Scott

Sir Peter Markham Scott, CH, CBE, DSC, FRS, FZS, (n. 14 septembrie 1909 — 29 august 1989) a fost un ornitolog, conservationist, pictor și sportiv britanic.
Este unul din fondatorii WWF, cel care a care designul logo-ului panda.
1. 1 2  Sir Peter Scott, Munzinger Personen, accesat în 9 octombrie 2017
2. 1 2  Sir Peter Markham Scott, Encyclopædia Britannica Online, accesat în 9 octombrie 2017
3. 1 2 3  Autoritatea BnF, accesat în 10 octombrie 2015
4. 1 2  Peter Scott, Roglo
5. 1 2  Peter Scott, SNAC, accesat în 9 octombrie 2017
6. 1 2 3 4 5  The Peerage
7. 1 2 3 4  Kindred Britain
8. ↑  Gold Medal Recipients
9. ↑   https://www.bou.org.uk/about-the-bou/governance-and-administration/medals-and-awards/ Lipsește sau este vid: |title= (ajutor)
10. ↑   https://web.archive.org/web/20080317103531/http://www.worldwildlife.org/about/gettyprize/winners.cfm, arhivat din original la |archive-url= necesită |archive-date= (ajutor) Lipsește sau este vid: |title= (ajutor)